# Erich Emmrich
Erich Emmrich (* 27. März 1922; † 20. Juni 1983) war ein deutscher Politiker (SPD).

## Werdegang
Emmrich stammte aus Balingen und war dort Bezirksleiter der IG Bau-Steine-Erden. Von 1964 bis 1972 gehörte er als Abgeordneter für den Wahlkreis Balingen dem Landtag von Baden-Württemberg an.

## Ehrungen
- 1972: Verdienstkreuz am Bande der Bundesrepublik Deutschland
- 1978: Verdienstkreuz 1. Klasse der Bundesrepublik Deutschland